# Станіслав Пєнтак

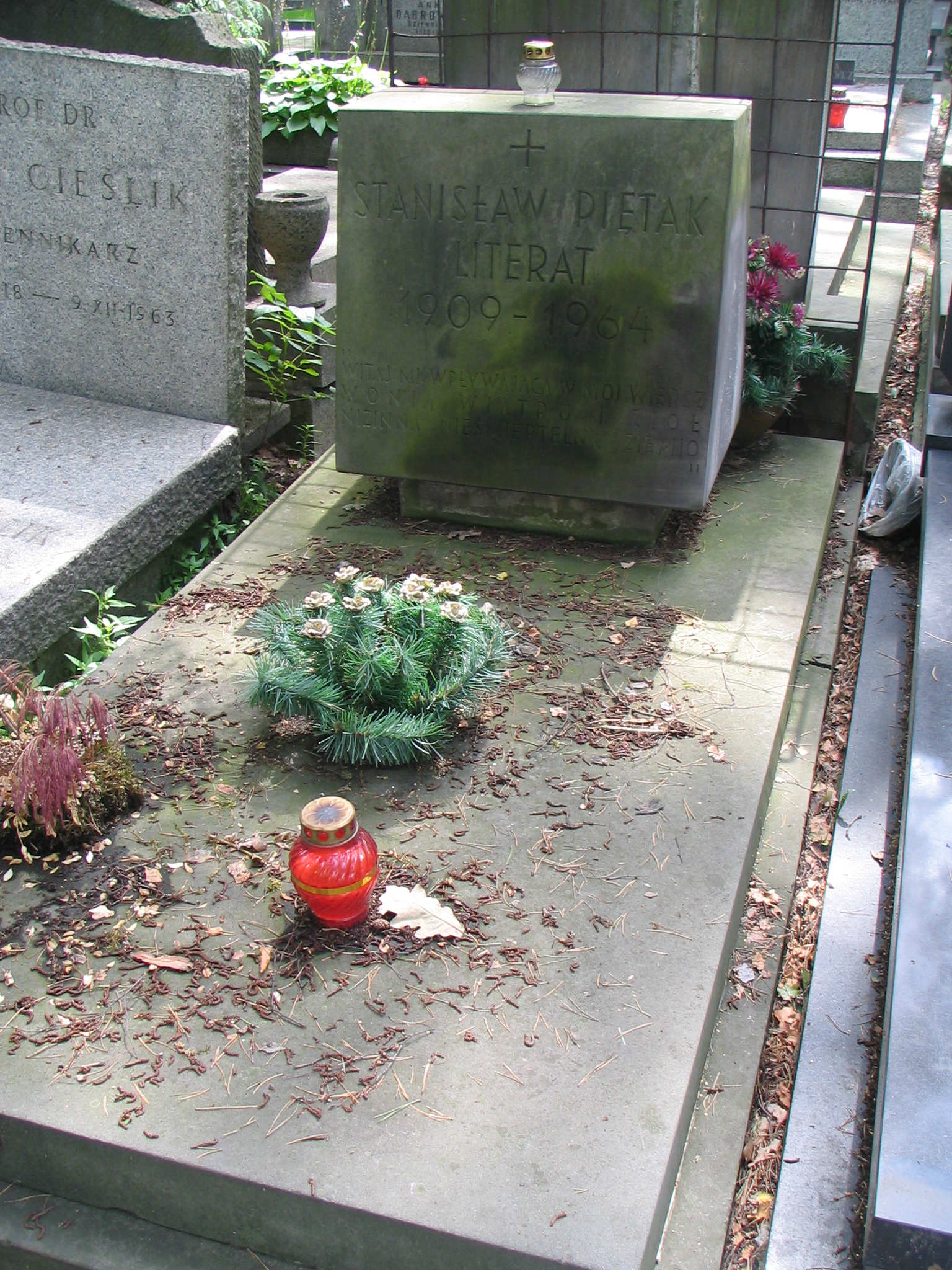
Надгробок Станіслава Пєнтака на Варшавському цвинтарі

Станіслав Пєнтак (пол. Stanisław Piętak; *3 серпня 1909, Вєловєсь —†27 січня 1964, Варшава) — польський поет і прозаїк.

## Біографія
Народився 1909 року в родині сільського теслі. 1929 року вступив до Ягеллонського університету, де вивчав полоністику й соціологію. Один із засновників літературного угруповання «Люблінський авангард». У роки Другої світової війни мешкав у рідному селі й брав участь в партизанському загоні.

## Вибрані твори

### Поезія
- Алфавіт очей Alfabet oczu (1934)
- Легенди дня і ночі Legenda dnia i nocy (1935)
- Осінні хмари Obłoki wiosenne (1938)
- Dom rodzinny (1947)
- Zaklinania (1963)

### Проза
- Młodość Jasia Kunefała (1938)
- Białowieskie noce (1939)
- Front nad Wisłą (1946)
- Plama (1963)
- Portrety i zapiski (1963)

## Українські переклади
Твори Станіслава Пєнтака українською мовою перекладав Анатолій Глущак.